# 前1680年代
| 千纪： | 前2千纪 |
| 世纪： | 前18世纪 \| 前17世纪 \| 前16世纪                                                                                     |
| 年代： | 前1710年代 \| 前1700年代 \| 前1690年代 \| 前1680年代 \| 前1670年代 \| 前1660年代 \| 前1650年代                       |
| 年份： | 前1689年 \| 前1688年 \| 前1687年 \| 前1686年 \| 前1685年 \| 前1684年 \| 前1683年 \| 前1682年 \| 前1681年 \| 前1680年 |

## 重要事件及趋势
- 古埃及第十六的王朝开始。
- 前1686年，汉谟拉比去世（短年表）

## 重要人物
- 拉巴尔那一世，赫梯国王
- 利巴伊亚，亚述国王
- 阿比·埃苏赫、阿米狄塔那，巴比伦王
- 不降，夏朝君主